# Aston Martin Le Mans
La Le Mans è una autovettura sportiva prodotta dalla Aston Martin dal 1932 al 1933.

## Il contesto
Per venire incontro alle esigenze della clientela, il modello fu offerto in diverse versioni. Erano disponibili quattro carrozzerie differenti che nascevano dalla combinazione tra il passo (2591 mm o 3048 mm) ed il numero di posti per i passeggeri (due posti roadster oppure quattro posti torpedo, quest'ultima disponibile solamente nel 1933). Le Aston Martin Le Mans erano subito riconoscibili dal design unico del radiatore e dal caratteristico rumore della meccanica che contraddistingueva le vetture della Casa automobilistica britannica. Dal 1932 al 1933 furono costruiti solamente 130 esemplari.
Nel 1932 fu commercializzata con un prezzo di 650 sterline, ma le vendite non andarono benissimo. L'anno successivo il prezzo fu abbassato a 595 sterline per cercare di incrementare il numero di esemplari venduti.

## Caratteristiche tecniche e prestazioni
Il motore, a quattro cilindri in linea, aveva l'alesaggio e la corsa, rispettivamente, di 69,3 mm e 99 mm, che portavano la cilindrata totale a 1493 cm³. La distribuzione era monoalbero. Questo propulsore fu introdotto sui modelli del 1927, ma la versione montata sulla Le Mans era stata notevolmente migliorata sia rispetto agli standard dell'inizio degli anni trenta che nei confronti dell'efficienza, ed infatti la potenza all'albero era di 70 CV a 4.750 giri al minuto. L'alimentazione era assicurata da carburatori doppio corpo orizzontali della SU. La lubrificazione era a carter secco.
La carrozzeria, in alluminio, era montata su un telaio separato in acciaio che aveva le sospensioni anteriori formate da assali rigidi e quelle posteriori da balestre semiellittiche.
I freni erano a tamburo sulle quattro ruote: il comando agiva direttamente sui freni posteriori e, tramite cavo, anche su quelli anteriori. La trasmissione era formata da un cambio manuale a quattro rapporti.
Rispetto agli standard dell'inizio degli anni trenta, le Aston Martin Le Mans erano vetture veloci, soprattutto paragonate alle MG ed alle Singer, tanto che raggiungevano una velocità massima di 137 km/h ed acceleravano da 0 a 80 km/h in 16 secondi.